# David City (Nebraska)
David City település az Amerikai Egyesült Államok Nebraska államában, Butler megyében, melynek megyeszékhelye is. Lakosainak száma 2995 fő (2020. április 1.).

## Népesség
A település népességének változása:

| 2010 | 2 906 |
| 2020 | 2 995 |